# Aloestrela suzannae
Aloestrela suzannae – gatunek z monotypowego rodzaju Aloestrela z rodziny złotogłowowatych. Występuje naturalnie na Madagaskarze. 
Występuje tylko w okolicy miast Amboasary i Itampolo w południowo-zachodniej części Madagaskaru. Zaobserwowano tylko kilka dorosłych osobników. Nie ma dowodów regeneracji tego gatunku.
Naturalnym siedliskiem są zarośla na piaszczystych brzegach.